# Krásensko
Krásensko (in tedesco Schönau) è un comune della Repubblica Ceca facente parte del distretto di Vyškov, in Moravia Meridionale.